# Литовченко Олег Валерійович
Оле́г Вале́рійович Лито́вченко (1973—2014) — молодший сержант Збройних сил України, учасник російсько-української війни.

## Життєпис
Народився 1973 року в селі Жупанівка (Коростенський район, Житомирська область). Працював на комбайні в товаристві «Агросвіт», ремонтував сільськогосподарську техніку.
У часі війни — заступник командира взводу, 17-а окрема танкова бригада.
18 вересня 2014-го поблизу селища Калинового розвідувальна група на БМП потрапила у засідку терористів. Під час вогневого протистояння бійці зазнали поранень та їх полонили. У бою тоді ж загинули прапорщик Геннадій Бережний та солдати Сергій Пронін, Андрій Сущевський, Руслан Безрідний.
Довгий час вважався зниклим безвісти. На початку листопада 2014 року опізнаний за ДНК-експертизою, похований з військовими почестями в селі Єгорівка Криничанського району.
Без Олега лишилися батьки, брат, дружина, син Костянтин та донька Регіна.

## Нагороди і вшанування
За особисту мужність і героїзм, виявлені у захисті державного суверенітету та територіальної цілісності України, вірність військовій присязі під час російсько-української війни, відзначений — нагороджений
- 27 червня 2015 року — орденом «За мужність» III ступеня.
- Його портрет розміщений на меморіалі «Стіна пам'яті полеглих за Україну» у Києві: секція 4, ряд 7, місце 16
- Вшановується в меморіальному комплексі «Зала пам'яті», в щоденному ранковому церемоніалі 18 вересня[2]
- Портрет Олега Литовченка розміщено на Криничанській районній дошці пам'яті Героїв Небесної Сотні та земляків-криничанців, загиблих у боях.